# 70年代雙周刊
《70年代雙周刊》是一份在1970年代在香港出版的中文政治、歷史雜誌，是當時香港一個重要青年思想平台。雜誌出版者為一群思想左傾的青年。1969年珠海書院罷課，一班學生被開除，離校後於1970年1月1日創刊。主要負責人包括吳仲賢、莫昭如、陳清偉等。70年代雙周刊成員包括第四國際成員、無政府主義者；被稱為「紅旗與黑旗並舉」。雜誌在1972年停刊。後來脫期嚴重，至1978年仍有出版。